# Amt Trittau
La comunità amministrativa di Trittau (Amt Trittau) si trova nel circondario di Stormarn nello Schleswig-Holstein, in Germania.

## Suddivisione
Comprende 10 comuni:
1. Grande (680)
2. Grönwohld (1 481)
3. Großensee (1 821)
4. Hamfelde (538)
5. Hohenfelde (46)
6. Köthel (325)
7. Lütjensee (3 373)
8. Rausdorf (230)
9. Trittau* (9 049)
10. Witzhave (1 567)

Il capoluogo è Trittau.
(Tra parentesi i dati della popolazione al 31 dicembre 2021)